# Alexander Trifonowitsch Degtjar
Alexander Trifonowitsch Degtjar (russisch Александр Трифонович  Дегтярь; * 26. August 1908 in Grosny, Russisches Kaiserreich; † 29. November 1981 in Moskau) war ein sowjetischer Schauspieler.

## Leben
Degtjar war der Sohn eines Lokführers († 1918) und einer Hausfrau. Von 1923 bis 1926 besuchte er eine Technikschule und arbeitete danach vier Jahre als Schlosser bei der Eisenbahn. Anschließend ließ sich Degtjar bis 1934 am Staatlichen Institut für Theaterkunst (GITIS) zum Schauspieler ausbilden. Bereits ab 1931 stand er auf der Bühne des Moskauer Revolutionstheater und trat nach seinem Abschluss bis 1941 an verschiedenen Häusern in Leningrad, Stalinabad, Moskau und Wladiwostok auf. Nach dem Überfall der Wehrmacht schloss sich der dunkelhaarige Darsteller zunächst einer Konzertbrigade an und gehöre schließlich von 1942 bis 1945 dem Ersten Dramatischen Fronttheater an. Anschließend erhielt Degtjar ein Engagement beim Moskauer Staatstheater der Kinodarsteller und war dort bis 1951 tätig. Von 1960 bis 1975 trat er an selber Stelle erneut auf.
Bereits 1936 spielte Degtjar für das Lenfilmstudio die Hauptrolle in Командир взвода (Komandir wswoda), jedoch wurde der Film nicht fertiggestellt. Erst mit der Sojusdetfilmproduktion Ihr großer Tag (1948) war er erstmals auf der Leinwand zu sehen. Ab Anfang der 1950er Jahre trat Degtjar überwiegend in Filmen von Mosfilm, dessen Fernsehabteilung Ekran und Lenfilm auf. Er spielte dabei oftmals Vertreter von Sicherheitsbehörden und Militär.
Degtjar galt privat als stiller Familienmensch, der das Lesen und die Natur schätzte. Er war rund zwanzig Jahre mit der Schauspielerin Raisa Iwanowna Saweljewa (1926–2008) verheiratet, die am Zentraltheater der Sowjetischen Armee auftrat. 1960 wurde ihre gemeinsame Tochter Natalija geboren. Deren Sohn Alexei Kowal (* 1990) studierte wie auch sein Großvater am GITIS und wurde Darsteller am Theater und für Fernsehserien.
Degtjar litt mehrere Jahre an gesundheitlichen Problemen und starb letztlich an einem Infarkt. Er wurde auf dem Wagankowoer Friedhof beigesetzt.

## Theaterarbeit (Auswahl)

### Großes Dramatheater Leningrad
- Stepikow in Интервенция (Interwenzija) von Lew Slawin
- František Rasch in Die Matrosen von Cattaro
- Nil in Kleinbürger

### Theater der Pazifikflotte
- Andrei Belugin in Was einer sucht, das findet er (Balsaminows Heirat) von Alexander Ostrowski und Nikolai Solowjow

### Zentrales Kindertheater Moskau
- Milon in Недоросль (Nedorosl) von Denis Fonwisin

### Moskauer Staatstheater der Kinodarsteller
- Michailow in Суровое поле (Surowoje pole) von Anatoli Kalinin
- Waraxin in Директор (Direktor) von Juri Nagibin
- alter Mann in Русские люди (Russkije ljudi) von Konstantin Simonow

## Filmografie (Auswahl)
- 1951: Das unvergeßliche Jahr 1919 (Nesabywajemy 1919 god)
- 1953: Feindlicher Wirbelwind (Wichri wraschdebnyje)
- 1953: Sadkos Abenteuer (Sadko)
- 1962: Schwere Entscheidung (Nasch obschtschi drug)
- 1965: Ein Bär für Prag (Puschtschet jedet w Pragu)
- 1966: Krieg und Frieden (Teil 3 und 4) (Woina i mir)
- 1966: Lenin in Polen (Lenin w Polsche)
- 1967: Das Märchen vom Zaren Saltan (Skaska o zare Saltane)
- 1967: Der eiserne Strom (Scheleschny potok)
- 1972: Bändigung des Feuers (Ukroschtschenije ognja)
- 1975: Unvergängliche Leidenschaft (Ljubow semnaja)